# Spissistilus
Spissistilus ist eine Gattung der Buckelzirpen aus der Unterfamilie der Smiliinae und ist in der Neotropis (vor allem aus Argentinien) und in der Nearktis verbreitet, außerdem ist die Art in Gebieten der orientalischen Region eingeschleppt.
Von der Gattung sind elf Arten bekannt:
- S. chaocoensis Remes-Lenicov, 1973 aus Argentinien
- S. cornutus (Fowler, 1895)  aus Panama und Guatemala
- S. discolor (Fairmaire, 1846) (= Ceresa discolor), Brasilien, Peru und Mexiko[3]
- S. femoratus (Fairmaire, 1846), aus Mexiko, Kanada und USA
- S. festinus (Såy, 1830), weit verbreitet. Bekannt aus Costa Rica, Brasilien,[4] Guatemala, Honduras, Mexico, Panama, Karibische Inseln, Kuba, Haiti, Puerto Rico, Kanada, USA, Hawaii (eingeschleppt) und Bermuda[5]. Bedeutender Schädling an verschiedenen Kulturpflanzen.[6][7]
- S. nigricans (Van Duzee, 1914), USA
- S. occidentalis (Funkhouser, 1915), USA
- S. puncticeps (Stål, 1864) (= Ceresa colon oder C. puncticeps), Argentinien, Bolivien, Brasilien, Mexiko, Surinam, Uruguay, Kanada, USA.[3]
- S. rotundatus (Stål, 1869), Mexiko, Kuba, Haiti, USA
- S. spinosus Remes-Lenicov, 1973, Argentinien
- S. uniformis (Fairmaire, 1846), Mexiko, Kuba, USA

Die Zikaden dieser Gattung sind etwa 5 bis 9 mm lang. Lebendig sind sie meistens grün, an den Kanten des Pronotums oft mit braunen oder hellen Linien, getrocknete Exemplare in Sammlungen sind jedoch meist braun. Das Pronotum ist mehr oder weniger helmförmig, mit einer Spitze nach hinten und vorne zwei seitlichen Dornen. Man kann aber Arten nur sicher in die Gattung zuordnen wenn man die männlichen Genitalstrukturen untersucht. Einen ähnlichen Habitus findet man zum Beispiel auch bei den Gattungen Ceresa, Stictocephala, Stictolobus, Tomogonia und Vestistilus.
Lebensweise: Die erwachsenen Zikaden dieser Gattung leben solitär auf Pflanzen verschiedener Familien, deren Phloem sie trinken. Die Nymphen sind oft in Aggregationen zu finden. Kommunikation mit Hilfe von Substratvibrationen ist insbesondere bei S. festinus untersucht, aber auch bei den anderen Arten anzunehmen.